# Sebastian Soto
Sebastian Guerra Soto (* 28. Juli 2000 in Carlsbad, Kalifornien) ist ein US-amerikanischer Fußballspieler.

## Karriere

### Verein
Der Sohn einer mexikanischen Mutter und eines chilenischen Vaters begann seine Karriere bei San Diego Surf, ehe er 2015 in die Akademie von Real Salt Lake kam. Nach drei Jahren bei Salt Lake wechselte er zur Saison 2018/19 nach Deutschland in die A-Jugend von Hannover 96. Im August 2018 debütierte er für die U-19-Mannschaft von Hannover in der A-Junioren-Bundesliga, als er am ersten Spieltag jener Saison gegen Werder Bremen in der Startelf stand. Bei einem 4:2-Sieg gegen den TSV Havelse im selben Monat erzielte er seine ersten beiden Tore für die A-Junioren von Hannover.
Im November 2018 durfte er unter dem damaligen Trainer André Breitenreiter erstmals mit den Profis trainieren. Unter Breitenreiters Nachfolger Thomas Doll kam Soto im April 2019 bei seinem Kaderdebüt für die Profis zu seinem Debüt in der Bundesliga, als er am 28. Spieltag gegen den VfL Wolfsburg in der 79. Minute für Marvin Bakalorz eingewechselt wurde. In der Saison 2019/20 bestritt Soto nur zwei Ligaspiele für Hannover 96, wo er jeweils kurz vor Ende eingewechselt wurde.
Ende Juli 2020 wechselte er zum englischen Verein Norwich City, der zu dieser Saison in die EFL Championship, die zweithöchste englische Liga, abgestiegen war. Soto unterschrieb bei Norwich einen Vertrag mit einer Laufzeit bis Sommer 2023. Ende August 2020 wurde er dann, noch vor Beginn des Spielbetrieb in England, für die Saison 2020/21 an den niederländischen Verein Telstar 1963 in der Keuken Kampioen Divisie, der zweithöchsten niederländischen Liga, ausgeliehen. Im Sommer 2021 folgte eine weitere Leihe zur zweiten Mannschaft des FC Porto, und im Januar 2022 an den FC Livingston nach Schottland.
Im August 2022 verließ Soto Norwich schließlich endgültig und wechselte zum österreichischen Bundesligisten SK Austria Klagenfurt, bei dem er einen bis Juni 2025 laufenden Vertrag erhielt. In Klagenfurt kam er insgesamt zu 18 Einsätzen in der Bundesliga. Im Oktober 2024 löste er seinen Vertrag bei der Austria auf.

### Nationalmannschaft
Soto spielte im September 2018 gegen Jamaika erstmals für die US-amerikanische U20-Auswahl. Mit dieser nahm er im selben Jahr auch an der CONCACAF U-20-Meisterschaft teil, die er mit den USA gewinnen konnte. Soto kam während des Turniers zu zwei Einsätzen für sein Land. Auch bei der U20-WM 2019 in Polen stand er im US-amerikanischen Aufgebot, im Gruppenspiel gegen Nigeria (2:0) erzielte der Stürmer seine ersten beiden Tore im Nationaltrikot. Im Viertelfinale schied das Team gegen Ecuador aus.
Am 16. November 2020 hatte Soto sein erstes Länderspiel für die A-Nationalmannschaft bei einem Freundschaftsspiel gegen Panama.